# Bonaventura Bassegoda i Hugas
Pour les articles homonymes, voir Bassegoda.
Bonaventura Bassegoda i Hugas, né le 5 février 1954 à Barcelone (Espagne), est un historien de l'art espagnol.

## Biographie
Diplômé en histoire de l'art par l'Université autonome de Barcelone en 1976, Bonaventura Bassegoda i Hugas est docteur en 1988 avec une thèse sur Francisco Pacheco, dirigée par Joaquín Yarza Luaces. Il est directeur du Cabinet de dessins et gravures du Musée national d'Art de Catalogne (1991-1993), membre du comité directeur du Comité espagnol d'Histoire de l'art (1994-2004), gestionnaire d'art de la sous-direction générale de projets de recherche du Ministère de l'éducation et de la science (2004-2007) et membre du patronat de la Fondation Institut Amatller d'Art hispanique (depuis 2014).
Il publie, entre autres, La cueva de San Ignacio (1994), El Escorial como museo: La decoración pictórica mueble en el monasterio de El Escorial desde Diego Velázquez hasta Frédéric Quilliet (1809)  (2002) et José Puiggarí Llobet (1821-1903), primer estudioso del patrimonio artístico, discours d'admission à l'Académie royale catalane des beaux-arts de Saint-Georges de Barcelone (2012).
En 2011, il est choisi membre numéraire de l'Académie royale catalane des beaux-arts de Saint-Georges. Depuis juin 2017, il est membre numéraire de la Section historique-archéologique de l'Institut d'Estudis Catalans.